# Ішемія
Ішемі́я (лат. ischemia від грец. ἴσχαιμος — «кровозупинний», утвореного від ἴσχω — «стримую» і αἷμα — «кров») — зниження кровопостачання чи повне його припинення у тканинах, що призводить до нестачі кисню і глюкози, необхідних для клітинного метаболізму.

## Причини
Причиною ішемії найчастіше є звуження чи закупорка судини. Вони можуть виникати наприклад, при тромбозі чи емболії.
Стійке звуження називають стенозом, наприклад при атеросклерозі чи облітеруючому ендартеріїті. Іноді ішемія може виникати через функціонально обумовлені звуження, при хворобі Рейно чи шоковому стані.

## Наслідки
Ішемія може бути перехідною і проходити без наслідків для тканин.
Через ішемію знижується обмін речовин або біохімічні процеси проходять не до кінця. Ішемія поєднується з кисневим голодуванням (гіпоксія) враженого органа. При тривалій ішемії клітини починають відмирати (некроз) клітин (інфаркт, наприклад інфаркт міокарду).
Ішемія, обумовлена тиском на тканини, призводить до появи пролежнів.
Тривалість ішемії, яка не викликає стійких змін в тканині дуже сильно відрізняється в залежності від органа. Для головного мозку складає кілька хвилин, для деяких органів призначених для трансплантації (серце, нирки) при відповідному охолодженні і наявності живильного розчину — кілька годин, для кінцівок — іноді більше 12 годин.